# Tafahi

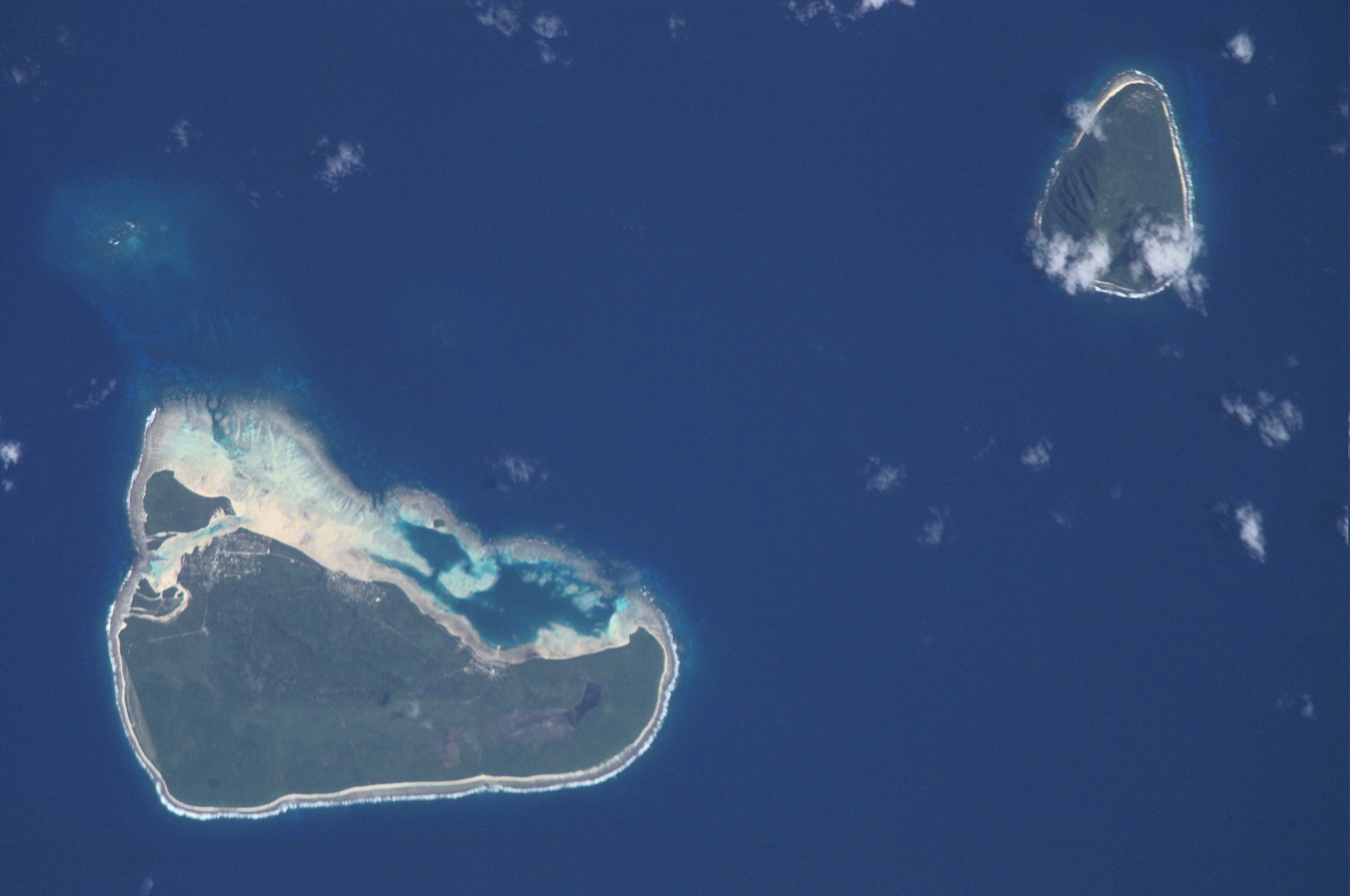
Vista desde satélite de Tafahi, al norte de Niuataputapu.

Tafahi es una isla del grupo Niuas, en el reino de Tonga. Está situada a 7 km al norte de Niuatoputapu. Sus coordenadas son: 15°51′S 173°44′O / -15.850, -173.733.
La isla es un estratovolcán de forma cónica que se eleva hasta los 610 metros. El volcán no está activo y no se tienen registros históricos de erupciones, pero su morfología es joven. Está cubierta de vegetación, especialmente de cocoteros.
Cocos fue descubierta por los holandeses Le Maire y Schouten en 1616, y la llamaron Cocos Eylandt. En 1767 llegó el inglés Samuel Wallis que la denominó Boscawen's Island en honor al almirante Edward Boscawen con quien había navegado como primer lugarteniente.
Es suizo Walter Hurni piense que tener demostraciones de que Robert Louis Stevenson, autor de La isla del Tesoro, encontró el perdido Tesoro de Lima sobre Tafahi alrededor de 1890. Las ideas de Hurni fueron publicada por el autor Alex Capus en su novela Reisen im Licht der Sterne 2005.
- Datos: Q283712
- Multimedia: Tafahi / Q283712